# 92 Batalion WOP
92 Batalion Wojsk Ochrony Pogranicza – zlikwidowany samodzielny pododdział Wojsk Ochrony Pogranicza pełniący służbę graniczą na granicy z Niemiecką Republiką Demokratyczną.

## Formowanie i zmiany organizacyjne
Na podstawie rozkazu MBP nr 043/org. z 3 czerwca 1950, na bazie 10 Brygady Ochrony Pogranicza, sformowano 9 Brygadę Wojsk Ochrony Pogranicza, a z dniem 1 stycznia 1951 gubiński 32 batalion przemianowano na 92 batalion WOP. Sztab batalionu stacjonował nadal przy ulicy Wyzwolenia.
W 1951 odbudowany został z ruin i częściowo uzupełniony nowym budownictwem kompleks koszarowy przy ul. Sportowej. W październiku sztab 92 batalionu WOP przeniesiono do nowego kompleksu.
W 1957 w batalionie zorganizowano etatowy pluton odwodowy.
W 1958 przeformowano batalion i przemianowano na batalion graniczny WOP Gubin.
W 1965 rozformowano batalion graniczny. Z Krosna Odrzańskiego do Gubina przedyslokowano brygadową szkołę podoficerską. W 1968 powtórnie został sformowany techniczny batalion graniczny pod dowództwem ppłk. Alfreda Sabinicza.
W 1976 rozwiązano batalion. W jego miejsce zorganizowano sekcję zwiadu, kompanie odwodowe i grupy zabezpieczenia techniczno–kwatermistrzowskiego.
Po stanie wojennym utworzono batalion graniczny WOP Gubin. Dowódcą został mjr Jan Malewski.
W listopadzie 1989 rozformowano Lubuską Brygadę WOP, a gubiński batalion wszedł w podporządkowanie Łużyckiej Brygady WOP .
Zarządzeniem nr 012 Komendanta Głównego Straży Granicznej z 7 maja 1991 w sprawie rozwiązania jednostek WOP oraz utworzenia jednostek organizacyjnych Straży Granicznej Minister Spraw Wewnętrznych polecił z dniem 16 maja 1991 rozwiązać Batalion Graniczny Łużyckiej Brygady WOP w Gubinie istniejący według etatu nr 44/0100 o stanie osobowym na okres „W” 639 żołnierzy i 13 pracowników cywilnych oraz na okres „P” 552 żołnierzy i 13 pracowników cywilnych. 

## Struktura organizacyjna
Struktura na początku lat 50.
- dowództwo, sztab i pododdziały batalionowe – Gubin → 51°58′01″N 14°42′42″E/51,966838 14,711680
- 27 strażnica – Strzegów → 51°49′15″N 14°37′13″E/51,820955 14,620367
- 28 strażnica – Polanowice → 51°53′22″N 14°41′16″E/51,889385 14,687648
- 30 strażnica – Sękowice
- 31 strażnica – Gubin → 51°57′50″N 14°42′38″E/51,963926 14,710575
- 34 strażnica – Żytowań → 52°01′01″N 14°44′59″E/52,016909 14,749746
- GPK Gubin.

Struktura (zmieniona numeracja strażnic) w (1954) i 1955
- dowództwo, sztab i pododdziały batalionowe – Gubin
- (35) 8 strażnica WOP Strzegów
- (36) 9 strażnica WOP Polanowice
- (37) 10 strażnica WOP Sękowice
- (38) 11 strażnica WOP Gubin
- (39) 12 strażnica WOP Żytowań
- Graniczna Placówka Kontrolna Gubin.

1 stycznia 1960 batalionowi WOP Gubin podlegały:
- 10 strażnica WOP II kategorii Żytowań
- 11 strażnica WOP I kategorii Gubin
- 12 strażnica WOP I kategorii Sękowice
- 13 strażnica WOP III kategorii Polanowice
- 14 strażnica WOP II kategorii Strzegów.

Struktura batalionu i numeracja strażnic na dzień 1.01.1964.
- 9 strażnica WOP lądowa II kategorii Żytowań
- 10 strażnica WOP lądowa I kategorii Gubin
- 11 strażnica WOP lądowa I kategorii Sękowice – rozformowana w 1966
- 12 strażnica WOP lądowa III kategorii Polanowice
- 13 strażnica WOP lądowa II kategorii Strzegów

W marcu 1968 batalionowi technicznemu WOP Gubin podlegały:
- Strażnica techniczna WOP nr 9 Żytowań typ I
- Strażnica techniczna WOP nr 10 Gubin typ II
- Pluton kontroli ruchu granicznego Gubin
- Szkolna strażnica techniczna Gubin
- Strażnica techniczna WOP nr 11 Polanowice typ I
- Strażnica techniczna WOP nr 12 Strzegów typ III.

Struktura w latach 80:
- Dowództwo, sztab i pododdziały batalionowe – Gubin
- Strażnica WOP Sobolice
- Strażnica WOP Przewóz
- Strażnica WOP Łęknica
- Strażnica WOP Olszyna
- Strażnica WOP Zasieki
- Strażnica WOP Strzegów
- Strażnica WOP Polanowice
- Strażnica WOP Gubin
- Strażnica WOP Żytowań.

## Dowódcy batalionu
- mjr Arkadiusz Rozenkier (1951–1952)
- mjr Stefan Sobolewski[8] (1952–1956)
- mjr Mieczysław Zakrzewski[8] (1956–1965)
- mjr Albert Sabinicz (1968–1976)
- ppłk Jan Malewski (1984–1991).